# Conner Habib
Conner Habib (né Andre Khalil le 23 août 1977, est un acteur pornographique gay, militant et écrivain américain.

## Biographie
De son vrai nom Andre Khalil, il a des origines syriennes et irlandaises.
Il étudie la biologie à l'Université du Massachusetts auprès de Lynn Margulis.
En 2020, il s'installe en Irlande.

### Carrière
Il travaille pour plusieurs grands studios de vidéos pornographiques gays comme Raging Stallion Studios, Michael Lucas et Titan Media de 2009 à 2016.
Il choisit son nom de scène à partir du prénom d'un homme qu'il a vu faire du humping avec un autre homme dans un bar irlandais, et du mot arabe habib (chéri, bien-aimé).
Il est invité à faire des conférences sur les droits des travailleurs du sexe et des minorités, mais il est arrivé que l'une d'elles soit annulée en apprenant qu'il était acteur porno gay,.
Depuis 2018, il tient un podcast intitulé Against Everyone With Conner Habib sur la sexualité, la philosophie et la politique, ou encore l'occultisme. Parmi les personnes qui disent suivre son podcast, le chanteur Michael Stipe et l'acteur Olly Alexander.
En 2022, il publie un roman, Hawk Mountain, salué par Ramsey Campbell, Clive Barker, Brian Evenson et Liz Nugent.

## Œuvres

### Ouvrages
- 2022: Hawk Mountain: A Novel (US edition: W.W. Norton, Ireland/UK/Au edition: Doubleday/Penguin Books

### Chapitres d'ouvrages
- 2012 : “Gay for Pay” in Best Gay Stories 2012, edited by Peter Dube (Lethe Press)
- 2013 : “Rest Area Confidential” in Best Sex Writing 2013, edited by Rachel Kramer Bussel (Cleis Press)

## Filmographie sélective
- 2009 : High Tops (Raging Stallion Studios), avec Damien Crosse
- 2009 : Focus de Chris Ward, Ben Leon et Tony DiMarco, avec Damien Crosse, Francesco D'Macho, Wilfried Knight
- 2010 : Tales of the Arabian Nights de Chris Ward, avec Francesco D'Macho, Wilfried Knight, Austin Wilde
- 2010 : Hairy Fuckers (Cocksure Men), avec Alessio Romero, Nick Capra, Tristan Jaxx, Vinnie D'Angelo
- 2011 : Dad Goes to College de Joe Gage (Dragon Media), avec Allen Silver
- 2011 : Gentlemen 1: Men in Suits (Michael Lucas), avec Adam Killian, Árpád Miklós
- 2012 : Wide Open (Titan Media)
- 2013 : Caught in the Act de Joe Gage, avec Adam Russo, Jessy Ares
- 2013 : Resort (Tian Media), avec Dario Beck
- 2016 : Dad Out West de Joe Gage, avec Allen Silver

## Récompenses

### Lauréat
- Distinguished Teaching Award 2006 : for excellence in teaching at University of Massachusetts[6]
- Grabby Awards 2012 : Best Supporting Actor: Dad Goes to College

### Nomination
- PEN/Faulkner Award 2023 : Hawk Mountain en première sélection[10]